# Сава Попович (учител)
Сава Попович (на сръбски: Сава Поповић) е сръбски учител, деец на Сръбската пропаганда в Македония.

## Биография
Роден е в Призрен, Османската империя. Завършва начално училище и трикласна семинария в Призрен. Преподава в сръбските начални училища в Призрен, Печ и Тетово. След това завършва Московската духовна академия. Преподава в Битолската сръбска гимназия. От декември 1905 година преподава в Призренската семинария.